# 阿佐谷

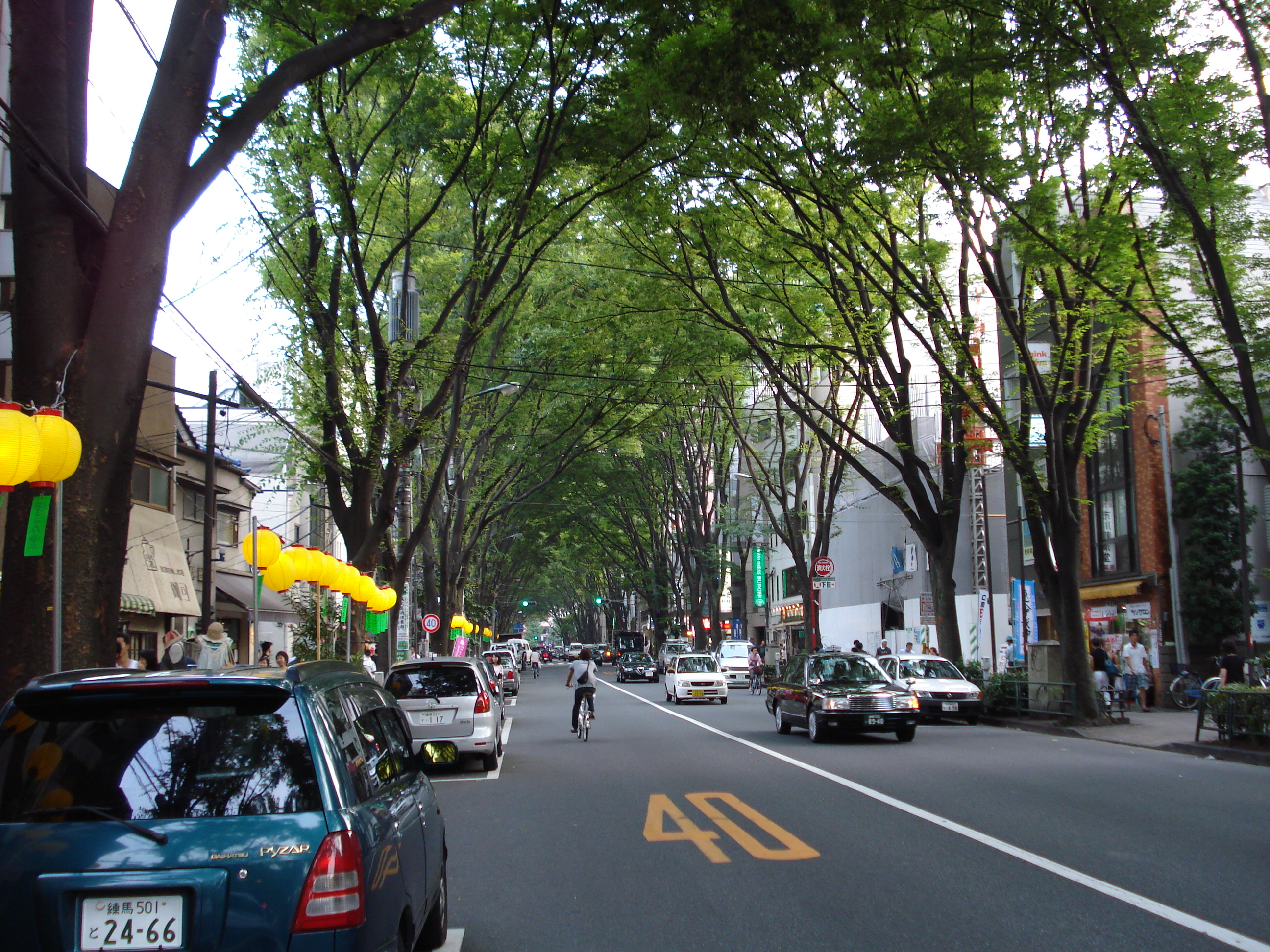
中杉通的櫸木

阿佐谷（日语：／ Asagaya */?）是東京都杉並區的地名。有時寫作阿佐ヶ谷、阿佐ケ谷。現行行政地名為阿佐谷北 （あさがやきた）一丁目至六丁目，阿佐谷南（あさがやみなみ）一丁目至三丁目（皆已實施居住表示）。

## 地理
以阿佐谷站為中心，分為阿佐谷北、阿佐谷南兩區域，相當於江戶時代的阿佐谷村。種植櫸木的中杉通貫穿此地。阿佐谷北北至日大二高通與早稻田通。阿佐谷南為杉並區役所所在地，南至青梅街道，並設有南阿佐谷站。
大正時代，此地成為山之手的郊外住宅區，現在車站周邊以外的地區為寧靜的高級住宅區。區內有河北總合醫院、世尊院、阿佐谷神明宮（舊天祖神社）、日本基督教團阿佐谷教會等設施。此外，也有許多書店、舊書店聚集。
南口大型商店街「阿佐谷珍珠中心」（阿佐谷パールセンター）在夏季會舉行大型活動阿佐谷七夕祭（阿佐谷七夕まつり）。此外，阿佐谷也聚集許多爵士咖啡廳與音樂展演空間，每年10月舉行的「阿佐谷爵士街」（阿佐谷ジャズストリート）邀請許多爵士音樂家在阿佐谷站周邊進行表演。

### 地域內的町名

#### 阿佐谷北
地域北部。下分一丁目至六丁目。2013年10月1日為止的人口有23,622人。
北口有頗具歷史的商店街「阿佐谷商和會」。
西北鄰杉並區下井草、本天沼。北鄰中野區白鷺。東北鄰中野區大和町。東鄰杉並區高圓寺北。南鄰杉並區阿佐谷南。西鄰杉並區天沼。中杉通貫穿町內。南側有阿佐谷站，車站周邊為商業區，其他為住宅區。

#### 阿佐谷南
地域南部。下分一丁目至三丁目。2013年10月1日為止的人口有18,153人。
北鄰阿佐谷北與高圓寺北。東鄰高圓寺南。南部與西部鄰梅里、成田東、荻窪。北側有阿佐谷站，南側青梅街道下有南阿佐谷站，車站周邊為商業區，其他為住宅區。
阿佐谷南也是杉並區役所所在地。

## 歷史
傳統上，阿佐谷的地名寫作「阿佐ヶ谷」，目前仍使用於站名等場合，行政地名在1965年（昭和40年）實施住居表示時改為「阿佐谷」。
桃園川在此地形成「淺谷」（浅ヶ谷），後轉變為念法相近的「阿佐谷」。中世紀，此地屬阿佐谷氏所支配的阿佐谷村。1889年，甲武鐵道鋪設鐵道，1922年建設阿佐谷站。另一方面，1921年西武軌道在新宿至荻窪的青梅街道上鋪設路面電車（後都電杉並線），也在阿佐谷設置停車站。後因功能被東京地下鐵丸之內線取代，於1963年廢止。
關東大地震後，來自都心與下町的井伏鱒二、與謝野晶子、太宰治、青柳瑞穗、伊馬春部、三好達治、火野葦平、德川夢聲等文人陸續來此定居，有阿佐谷文士村之稱。

## 設施、活動

### 設施
- 阿佐谷神明宮
- 阿佐谷鈴蘭通（阿佐谷すずらん通り）
- 阿佐谷圖書館
- 阿佐谷珍珠中心（阿佐谷パールセンター）
- 河北總合醫院
- 須賀神社
- 杉並區役所
- 杉並警察署
- 杉並消防署
- 世尊院
- 馬橋稻荷神社
- TITAN (經紀公司)（タイタン）
- CLAP (動畫製作公司)

### 活動
- 阿佐谷爵士街（阿佐谷ジャズストリート）
- 阿佐谷七夕祭（阿佐谷七夕まつり）

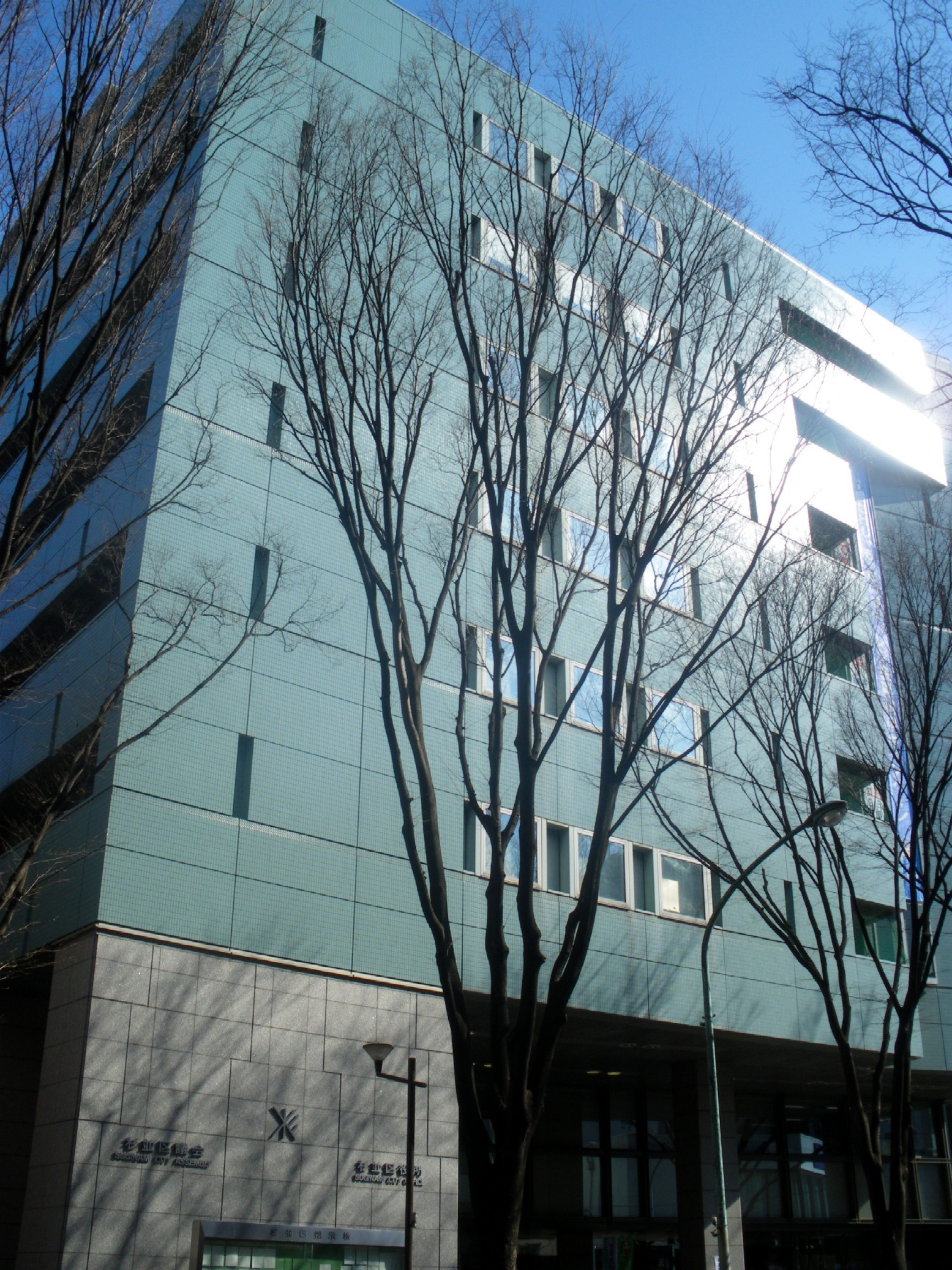
杉並區役所
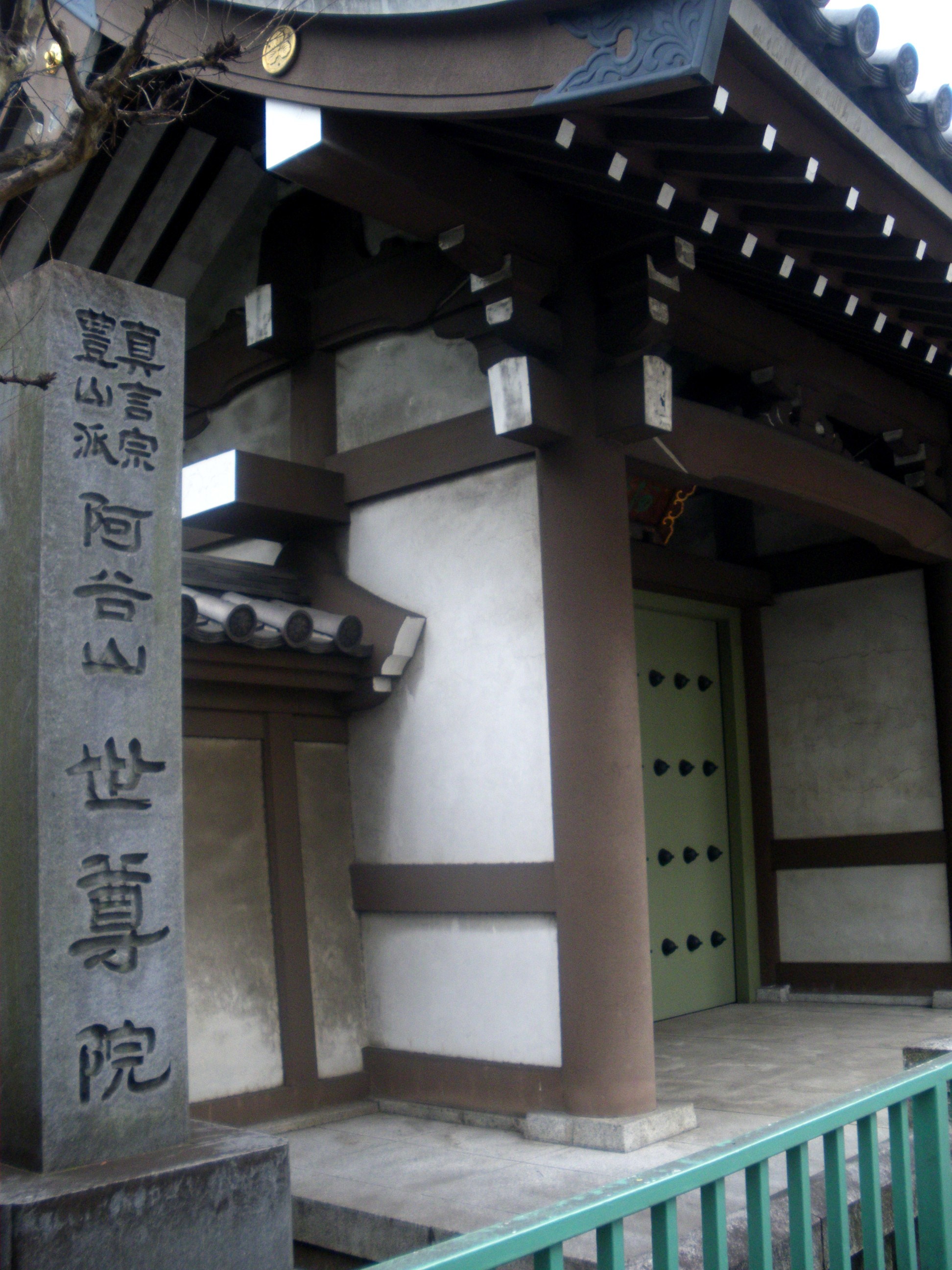
世尊院
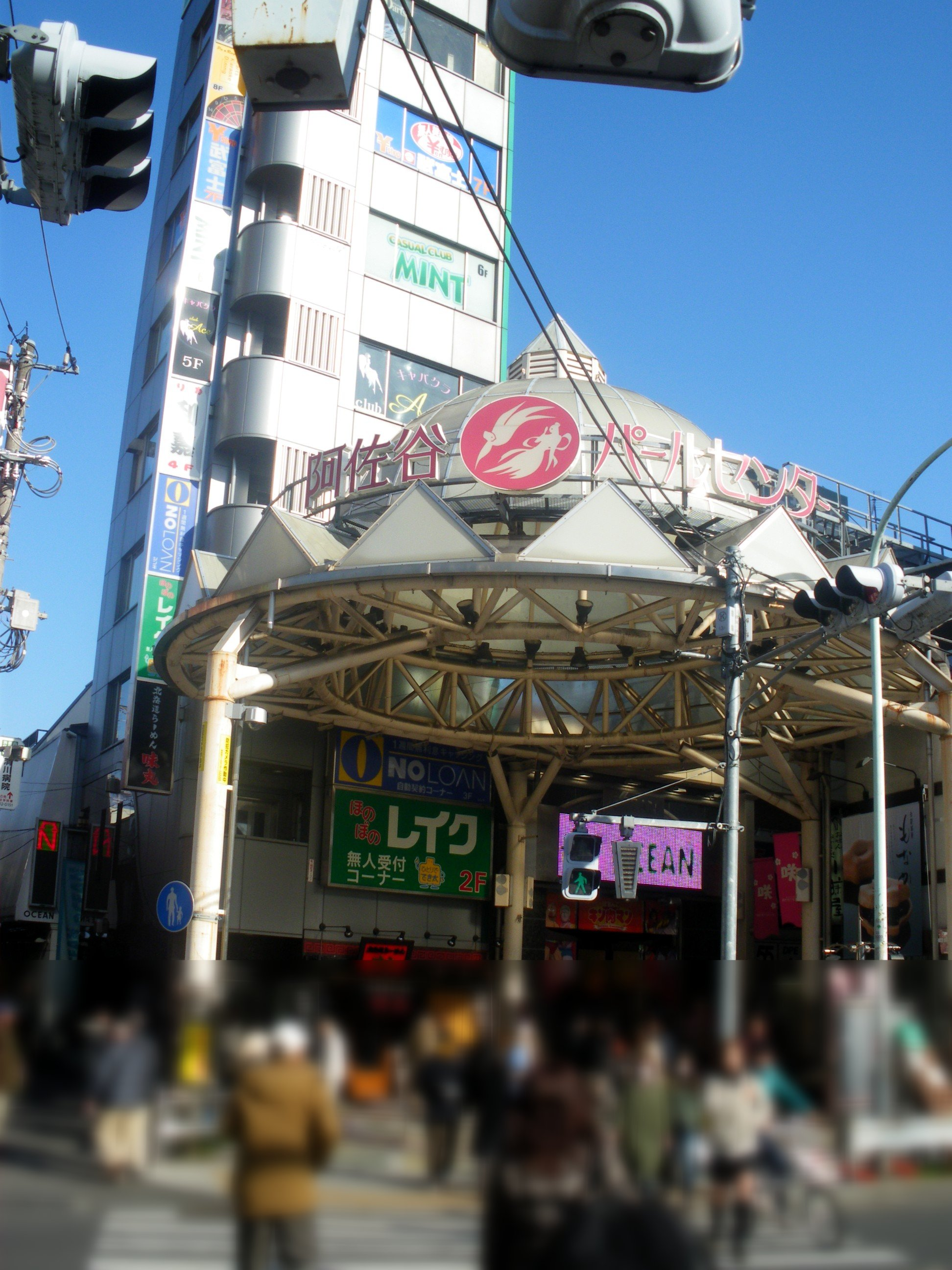
阿佐谷珍珠中心

## 學校
- 杉並區立第一小學校
- 杉並區立第九小學校
- 杉並區立第六小學校
- 杉並區立阿佐谷中學校
- 私立杉並學院中學、高等學校

## 交通

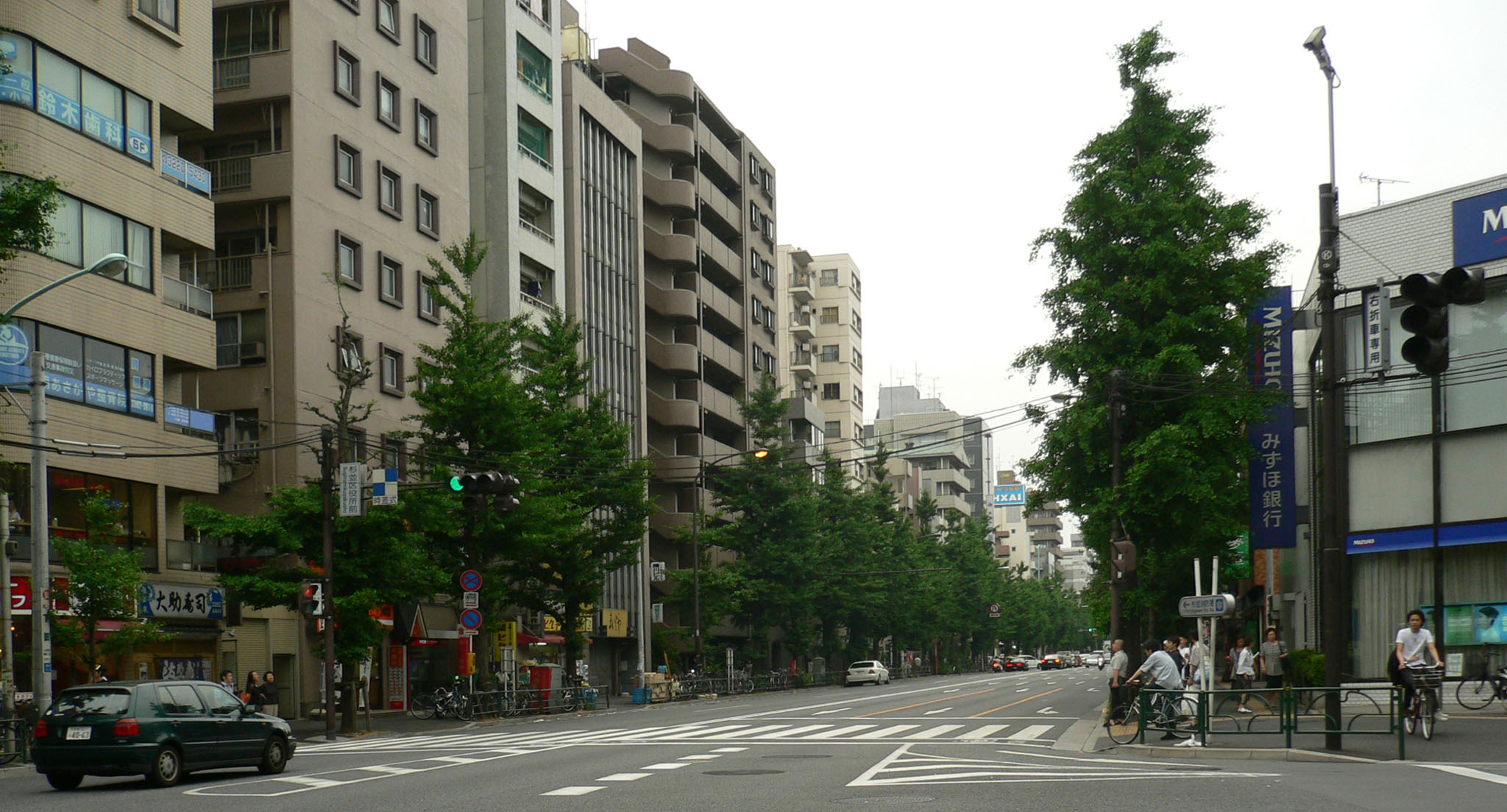
南阿佐谷站上的青梅街道

鉄道
- 東日本旅客鐵道（JR東日本）
  - 中央線（阿佐谷站）
- 東京地下鐵
  - 丸之內線（南阿佐谷站）

道路
- 中杉通
- 松山通
- 青梅街道
- 早稻田通
- 日大通
- 鈴蘭通（すずらん通り）

路線巴士
- 西武巴士
- 關東巴士
- 京王巴士
- 都營巴士
- 杉丸（すぎ丸）

## 以阿佐谷為舞台的作品
- 電視
  - 《偶像媽咪》
  - 《天鵝淚》（青春オーロラ・スピン スワンの涙）
  - 《一個屋簷下》
  - 《一個屋簷下2》
  - 《刑事純情派Final》（はぐれ刑事純情派ファイナル）（2005年，朝日電視台）第4集
  - 《危險傻大姊》第8集
  - 《SEXY VOICE AND ROBO》（セクシーボイスアンドロボ）
  - 《匿名偵探》 （匿名探偵）
  - 《工作一姐》（働きマン）
- 電影
  - 《七夜怪談》
  - 《七夜怪談2》
  - 《死亡筆記本》
  - 《黃色眼淚》（黄色い涙）
- 漫畫
  - 《美代子：阿佐谷的心情》（美代子阿佐ヶ谷気分）
  - 《阿佐谷Zippy》（阿佐ヶ谷Zippy）
  - 《おさなづま》
  - 《純愛塗鴉》
  - 《独身アパートどくだみ荘》
  - 《平屋慢生活》
- 小說
  - 《厄介な連中シリーズ》
- 動畫
  - 《NEW GAME!》

## 備註
1. 1 2  杉並区 区政資料 - 統計 - 人口 - 各歳別人口25年 的存檔，存档日期2013-10-22.

## 外部連結
- 阿佐谷珍珠中心 （页面存档备份，存于）
- 阿佐谷鈴蘭通
- 阿佐谷商和會商店街 （页面存档备份，存于）